# Hauts de Bienne
Hauts de Bienne is een gemeente in het Franse departement Jura (regio Bourgogne-Franche-Comté). De plaats maakt deel uit van het arrondissement Saint-Claude. Hauts de Bienne is op 1 januari 2016 ontstaan door de fusie van de gemeenten Lézat, La Mouille en Morez. In die laatste bevindt zich het administratief centrum van de gemeente. De gemeente telde 5.099 inwoners op 1 januari 2022.

## Geografie
De Bienne stroomt door de gemeente.
De oppervlakte van Hauts de Bienne bedroeg op 1 januari 2022 23,48 vierkante kilometer; de bevolkingsdichtheid was toen 217,2 inwoners per km².

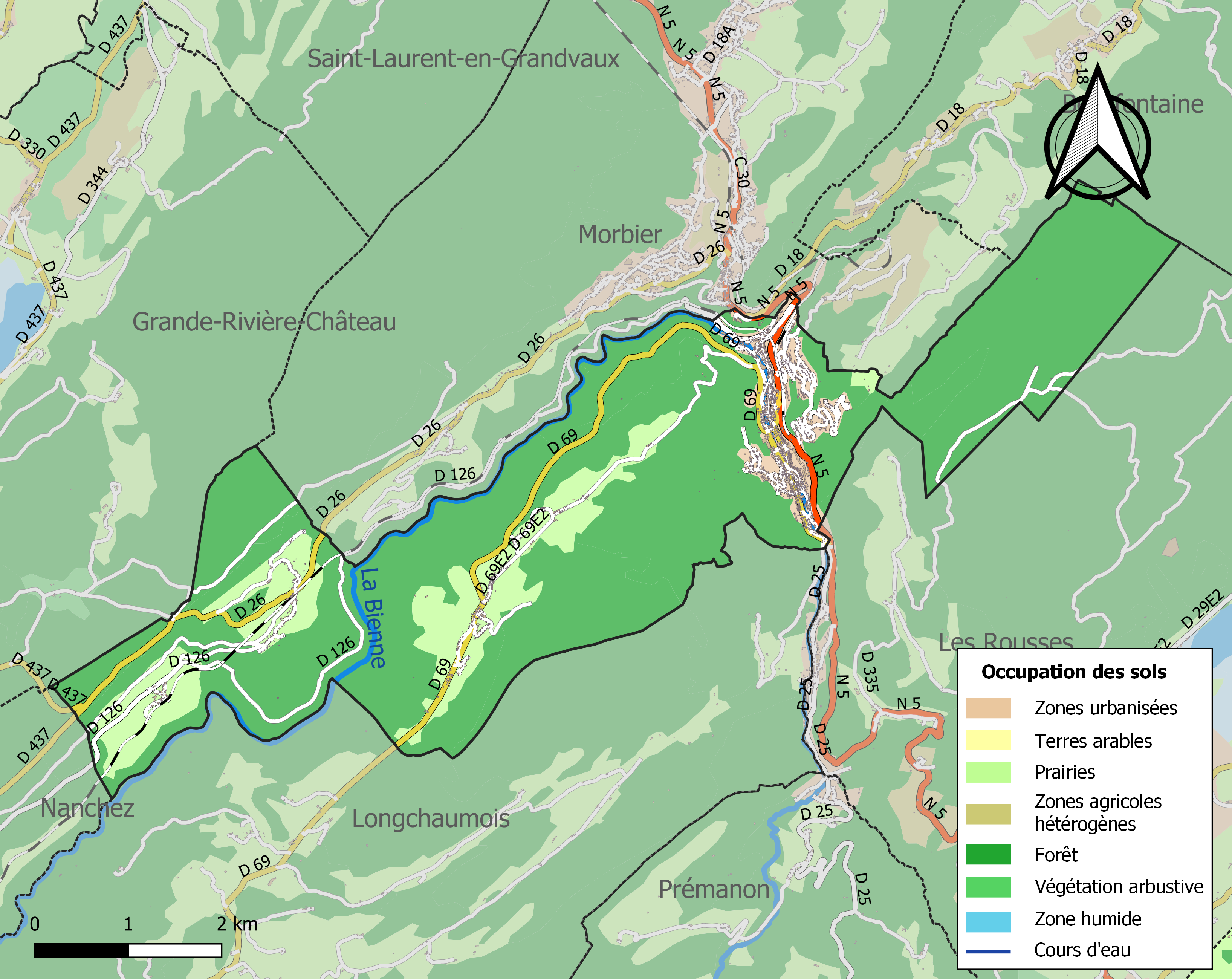
Kaart van de gemeente met de belangrijkste infrastructuur, bodemgebruik en omliggende gemeenten